# Lysva (rivière)
Pour les articles homonymes, voir Lysva (homonymie).
La Lysva (en russe : Лысьва) est une rivière de Russie et un affluent de la rive gauche de la Tchoussovaïa, dans le bassin hydrographique de la Volga, donc un sous-affluent de la Volga par la Kama.

## Géographie
La Lysva arrose le kraï de Perm. Elle est longue de 112 km et draine un bassin de 1 010 km2. Sa pente moyenne est de 1,6 m/km.

## Toponyme
La ville de Lysva se trouve au bord de la rivière.